# 吳春財
吳春財（1928年11月30日—？）是臺灣田徑運動員，1928年出生於現今的花蓮縣吉安鄉仁里村。曾代表參加1954年亞洲運動會、1958年亞洲運動會，以及1956年夏季奧林匹克運動會男子三級跳遠比賽，在奧運會上以14.36公尺的成績名列預賽第26名，未能晉級決賽。